# Symphonie en 6.35
Pour plus de détails, voir Fiche technique et Distribution.
Symphonie en 6.35 (Behave Yourself!) est un film américain réalisé par George Beck, sorti en 1951.

## Synopsis
Un terrier gallois suit jusque chez lui Bill Denny mais ce dernier ignore que plusieurs gangs souhaitent attraper le chien pour une raison suspecte.

## Fiche technique
- Titre original : Behave Yourself!
- Titre français : Symphonie en 6.35
- Réalisation : George Beck
- Scénario : George Beck et Frank Tarloff
- Photographie : James Wong Howe
- Montage : Paul Weatherwax
- Musique : Leigh Harline
- Pays de production : États-Unis
- Format : Noir et blanc - 1,37:1
- Genre : comédie
- Durée : 81 minutes
- Date de sortie : 1951

## Distribution
- Farley Granger : William Calhoun 'Bill' Denny
- Shelley Winters : Kate Denny
- William Demarest : Officier O'Ryan
- Francis L. Sullivan : Fat Freddy
- Margalo Gillmore : Mother
- Lon Chaney Jr. : Pinky
- Hans Conried : Norbert 'Gillie the Blade' Gillespie
- Elisha Cook Jr. : Albert Jonas
- Glenn Anders : Pete
- Allen Jenkins : un homme en civil
- Sheldon Leonard : Shortwave Bert
- Marvin Kaplan : Max the Umbrella
- Henry Corden : Numi